# Pseudothelogorgia
Pseudothelogorgia is een geslacht van neteldieren uit de klasse van de Anthozoa (bloemdieren).

## Soort
- Pseudothelogorgia hartogi (van Ofwegen, 1990)